# Polizeiruf 110: Seestück mit Mädchen
Seestück mit Mädchen ist ein deutscher Kriminalfilm von Helmut Förnbacher aus dem Jahr 2001. Der Fernsehfilm erschien als 229. Folge der Filmreihe Polizeiruf 110. Es war der erste reguläre Einsatz von Jürgen Schmidt als Holm Diekmann.

## Handlung
Kriminalhauptkommissar Holm Diekmann zieht mit seiner Familie von Hamburg nach Schwerin. Dabei wird ihm vor seinen Augen der Möbelwagen gestohlen. Sein zukünftiger Kollege Hinrichs kann das Mobiliar zwar wiederfinden, allerdings wurde der LKW für eine Straftat genutzt und so ist es inzwischen von Kugeln durchsiebt. Zusätzlich müssen die Diekmanns den tragischen Tod ihrer alten Tante Lena betrauern, die ihnen allerdings unter anderem das kostbare Gemälde „Seestück mit Mädchen“ eines Rembrandt-Schülers hinterlassen hat.
Holm Diekmann möchte das Gemälde gern verkaufen, um mit dem Erlös das Dach seines neuen Eigenheims reparieren zu lassen. Da seine Frau sich weigert, bringt Diekmann auf Anraten seines neuen Kollegen Hinrichs das Bild zu einem Kunstfälscher, der das Original kauft und eine Kopie anfertigt. Kurz darauf wird diese Kopie allerdings gestohlen. Als der Täter herausfindet, dass es sich nur um eine Fälschung handelt, entführt er Diekmanns Tochter, um die Herausgabe des Originalbildes zu erpressen. Diekmann muss seiner verzweifelten und wütenden Frau seinen Betrug eingestehen und das Originalbild besorgen. Er sucht den Kunstfälscher auf und kauft das Bild zurück. Der Entführer meldet sich telefonisch und Diekmann übergibt das Gemälde, ohne allerdings als Gegenleistung Jessica zurückzuerhalten.
Verwundert müssen sowohl Täter als auch Opfer feststellen, dass auch das ursprüngliche Bild nur eine Kopie war. So besteht der Entführer auf das Originalbild und Diekmann verdächtigt Egon Pistor, den Cousin seiner Frau, das Bild  während eines Krankenhausaufenthaltes der Tante ausgetauscht zu haben. Recherchen ergeben, dass er bereits dabei ist, das Original an einen japanischen Kunstsammler zu verkaufen. Bevor das geschieht, können Hinrichs und Diekmann eingreifen und Egon Pistor festnehmen. Sie vermuten sogar, dass Pistor beim Tod der alten Dame nachgeholfen hat, indem er absichtlich einen Kurzschluss im Haus verursacht hat, den die herzkranke Frau nicht überlebte. Um das herauszufinden, wird die Leiche exhumiert und pathologisch untersucht. Das Ergebnis beweist eindeutig, dass Tante Lena an einem elektrischen Schlag gestorben ist. Sie konfrontieren Pistor mit den Fakten und so gibt dieser zu, dass die Tante ihn enterben wollte, nachdem sie bemerkte, dass er das Bild ausgetauscht hatte.
Da Diekmann das Originalbild nun besitzt, soll es mit einem Peilsender versehen, dem Entführer übergeben werden. So werden die Ermittler zu einem Bootshaus geführt, wo es zu einem Schusswechsel kommt. Jessica kann befreit und das Bild sichergestellt werden. Einer der Entführer wird dabei erschossen, ein zweiter entkommt unerkannt.
Ellen Diekmann schenkt das Gemälde daraufhin einem Museum, da das Erbstück ihr nur Unglück gebracht hat. Dort stellt man allerdings fest, dass es sich um einen echten Rembrandt handelt und die Stifterin erhält eine sehr hohe Entschädigung. Noch in der Nacht versucht der Dieb, das Bild ein weiteres Mal zu stehlen. Hinrichs und Diekmann können Alex Zucker auf frischer Tat stellen. Er war bereits als Gast zur Beerdigung der Tante gekommen, um sich heimlich nach dem Bild umzusehen. Seine Frau ist die Nichte des Professors, der seinerzeit eine Expertise des Bildes erstellt hatte. Während ihr Onkel eine versteckte Signierung nicht entdeckt hatte, konnte sie den wahren Wert des Bildes ahnen und hatte zusammen mit ihrem Mann und einem Komplizen versucht, um jeden Preis an das wertvolle Gemälde zu gelangen.
Auf der Suche nach den LKW-Dieben konnten die beiden Ermittler zwischenzeitlich einen Landwirt und dessen Sohn überführen.

## Hintergrund
Der Verbleib von Kommissar Groth, der in Die Macht und ihr Preis aus nicht näher genannten Gründen abwesend war, wird in diesem Film aufgeklärt: Kurt Groth ist wie sein Darsteller Kurt Böwe verstorben; Hinrichs besucht sein Grab. Groths Markenzeichen, ein Beutel aus DDR-Zeiten, hängt jetzt in Hinrichs Büro an der Wand.
Jürgen Schmidt tritt erstmals regulär neben Uwe Steimle im Polizeiruf auf, nachdem er in Die Macht und ihr Preis Kurt Böwe vertrat. Sein Charakter erhielt allerdings einen neuen Namen und heißt jetzt Holm Diekmann statt Robert Dieckmann. Jens Hinrichs ermittelt zum 16. Mal.

## Rezeption

### Einschaltquote
Die Erstausstrahlung erreichte eine Einschaltquote von 16,4 Prozent.

### Kritik
Die Kritiker der Fernsehzeitschrift TV Spielfilm vergaben die mittlere Wertung (Daumen gerade) und meinten: „Etwas holpriger Start fürs Meck-Pomm-Duo“.